# II-divisioona 2018
La II-divisioona 2018 è la 25ª edizione del campionato di football americano di terzo livello, organizzato dalla SAJL.

## Squadre partecipanti
| Club                     | Città     | Stadio | Sponsor ufficiale | Risultato nella stagione 2017 |
| ------------------------ | --------- | ------ | ----------------- | ----------------------------- |
| Helsinki Wolverines Blue | Helsinki  |        |                   |                               |
| Mikkeli Bouncers         | Mikkeli   |        |                   |                               |
| Jyväskylä Jaguaarit      | Jyväskylä |        |                   |                               |
| Lohja Lions              | Lohja     |        |                   |                               |
| Pori Bears               | Pori      |        |                   |                               |

## Stagione regolare

### Calendario

#### 1ª giornata
| Jyväskylä 5 maggio 2018, ore 12:00 | Jyväskylä Jaguaarit | 12 – 42 | Helsinki Wolverines Blue | Viitaniemen kenttä |

#### 2ª giornata
| Mikkeli 19 maggio 2018, ore 12:00 | Mikkeli Bouncers | 38 – 6 | Lohja Lions | Urpolan tekonurmi |

#### 3ª giornata
| Pori 26 maggio 2018, ore 17:00 | Pori Bears | 47 – 8 | Mikkeli Bouncers | Porin urheilukeskus |

| Lohja 28 maggio 2018, ore 18:00 | Lohja Lions | 56 – 28 | Helsinki Wolverines Blue | Harjun kenttä |

#### 4ª giornata
| Jyväskylä 3 giugno 2018, ore 15:30 | Jyväskylä Jaguaarit | 47 – 0 | Lohja Lions | Viitaniemen kenttä |

| Helsinki 3 giugno 2018, ore 15:30 | Helsinki Wolverines Blue | 8 – 49 | Pori Bears | Brahenkenttä |

#### 5ª giornata
| Pori 9 giugno 2018, ore 14:00 | Pori Bears | 10 – 7 | Jyväskylä Jaguaarit | Porin urheilukeskus |

| Mikkeli 10 giugno 2018, ore 14:00 | Mikkeli Bouncers | 49 – 8 | Helsinki Wolverines Blue | Urpolan tekonurmi |

#### 6ª giornata
| Pori 16 giugno 2018, ore 17:00 | Pori Bears | 68 – 0 | Lohja Lions | Porin urheilukeskus |

| Jyväskylä 17 giugno 2018, ore 16:30 | Jyväskylä Jaguaarit | 7 – 26 | Mikkeli Bouncers | Viitaniemen kenttä |

#### 7ª giornata
| Helsinki 30 giugno 2018, ore 15:30 | Helsinki Wolverines Blue | 16 – 21 | Jyväskylä Jaguaarit | Brahenkenttä |

| Lohja 1º luglio 2018, ore 13:00 | Lohja Lions | 15 – 21 | Mikkeli Bouncers | Virkkalan kenttä |

#### 8ª giornata
| Helsinki 6 luglio 2018, ore 18:30 | Helsinki Wolverines Blue | 3 – 49 | Lohja Lions | Brahenkenttä |

| Mikkeli 7 luglio 2018, ore 14:00 | Mikkeli Bouncers | 13 – 20 | Pori Bears | Urpolan tekonurmi |

#### 9ª giornata
| Pori 14 luglio 2018, ore 17:00 | Pori Bears | 50 – 0 | Helsinki Wolverines Blue | Porin urheilukeskus |

| Lohja 15 luglio 2018, ore 12:00 | Lohja Lions | 0 – 47 | Jyväskylä Jaguaarit | Harjun kenttä |

#### 10ª giornata
| Helsinki 21 luglio 2018, ore 14:30 | Helsinki Wolverines Blue | 15 – 22 | Mikkeli Bouncers | Brahenkenttä |

#### 11ª giornata
| Lohja 28 luglio 2018, ore 12:00 | Lohja Lions | 14 – 19 | Pori Bears | Harjun kenttä |

| Mikkeli 28 luglio 2018, ore 13:00 | Mikkeli Bouncers | 0 – 10 | Jyväskylä Jaguaarit | Urpolan tekonurmi |

#### 12ª giornata
| Jyväskylä 5 agosto 2018, ore 18:00 | Jyväskylä Jaguaarit | 0 – 39 | Pori Bears | Palokan kenttä |

### Classifica
La classifica della regular season è la seguente:
- PCT = percentuale di vittorie, G = partite giocate, V = partite vinte, P = partite perse, PF = punti fatti, PS = punti subiti

| Pos. | Squadra                  | PCT  | G | V | N | P | PF  | PS  |
| ---- | ------------------------ | ---- | - | - | - | - | --- | --- |
| 1    | Pori Bears               | .556 | 8 | 8 | 0 | 0 | 302 | 50  |
| 2    | Mikkeli Bouncers         | .111 | 8 | 5 | 0 | 3 | 177 | 128 |
| 3    | Jyväskylä Jaguaarit      | .444 | 8 | 4 | 0 | 4 | 151 | 133 |
| 4    | Helsinki Wolverines Blue | .750 | 8 | 2 | 0 | 6 | 134 | 239 |
| 5    | Lohja Lions              | .000 | 8 | 1 | 0 | 7 | 120 | 308 |

## Playoff

### Tabellone
|  | Semifinali | Semifinali          | Semifinali |                  |   | VIII Rautamalja | VIII Rautamalja | VIII Rautamalja |  |
|  |            |                     |            |                  |   |                 |                 |                 |  |
|  |            |                     |            |                  |   | 1               | Pori Bears      | 31              |  |
|  |            |                     |            |                  |   | 1               | Pori Bears      | 31              |  |
|  |            |                     |            | Mikkeli Bouncers | 8 |                 |                 |                 |  |
|  | 2          | Mikkeli Bouncers    | 9          | Mikkeli Bouncers | 8 |                 |                 |                 |  |
|  | 2          | Mikkeli Bouncers    | 9          |                  |   |                 |                 |                 |  |
|  | 3          | Jyväskylä Jaguaarit | 7          |                  |   |                 |                 |                 |  |

### Semifinale
| Mikkeli 11 agosto 2018, ore 18:00 | Mikkeli Bouncers | 9 – 7 | Jyväskylä Jaguaarit | Urpolan tekonurmi |

### VIII Rautamalja
| Pori 18 agosto 2018, ore 15:00 | Pori Bears | 31 – 8 | Mikkeli Bouncers | Porin urheilukeskus |

## Verdetti
- Pori Bears Vincitori del Rautamalja 2018